# إم آي تي سولف
إم آي تي سولف (بالإنجليزية: MIT Solve) هي مبادرة من معهد ماساتشوستس للتكنولوجيا بهدف حل التحديات التي تواجه العالم. سولف هو سوق للأفكار الإبداعية المؤثرة مجتمعيًا. تحاول سولف من خلال الأفكار الإبداعية لحل التحديات إيجاد رجال أعمال مهتمين بالتقنية في جميع أنحاء العالم. بعد ذلك تجمع سولف بين البيئة المناسبة للإبداع في معهد ماساتشوستس للتكنولوجيا، وبين مجموعة من الأعضاء لتوفير الدعم المالي لرجال الأعمال هؤلاء، للمساعدة في استمرارية تأثيره.
في 2019، قدم حوالي 1400 عضو من أكثر من 100 دولة حلولا لأهم 4 تحديات تواجه العالم. تشمل تحديات سولف السابقة كلا من: عمل المستقبل Work of Future، وجبهات صحية Frontiers of Health، ومجتمعات ساحلية Coastal communities، ومعلمون ومعلمون Teachers and Educators.
يشمل مستشارو سولف الحاليون كلا من لوران بأول جوبز وكولن م. أنجب وأورسولا م. بيرنز.

## الخلفية
نشأت سولف من مكتب رئيس معهد ماساتشوستس للتكنولوجيا ل. رفائيل ريف في 2015 بهدف تحديد أفضل الحلول الممكنة لبعض التحديات المحددة والتي يمكن العمل على حلها من خلال أفكار إبداعية تعمل على بناء مجتمع من القادة لخلق شراكة تزن وتحقق هذه الحلول.
المبدعون ورجال الأعمال من كل الخلفيات مدعوون للمشاركة، مِن مَن لا زالوا يبدأون حلولهم، أو المبدعين المستعدين لتحقيق حلولهم على أرض الواقع.

## الرسالة
تحاول سولف من خلال الأفكار الإبداعية لحل التحديات إيجاد رجال أعمال مهتمين بالتقنية في جميع أنحاء العالم. بعد ذلك تجمع سولف بين البيئة المناسبة للإبداع في معهد ماساتشوستس للتكنولوجيا، وبين مجموعة من الأعضاء لتوفير الدعم المالي لرجال الأعمال هؤلاء، للمساعدة في استمرارية تأثيره.

## مستشارون بارزون
في مايو 2018، المستشارون البارون هم:
- لوران بأول جوبز
- كولن م. أنجل
- أو سولا م. بيرنز
- إريك شميدت
- راي روثبيرك
- لبنى ألايان

## فريق الحلول
كل سنة، يُحدد فريق حلول جديد في نهائيات حل التحديات.
من أبرز فرق الحلول:
- صحة العقل: إما يانغ، تايملس. [5][6][7]
- المجتمعات الخضرية المستدامة، أنجل أديلاخا، فريش دايركت[8]
- الأمراض المزمنة: نايتانغل. [9]